# 网络监控
网络监控（Network monitoring）是指持续监控计算机网络网络是否存在缓慢或故障组件，并在故障、中断等情况下通知網絡管理員（通过电子邮件、簡訊或其他警示法）的系统。网络监控是网络管理的一部分。

## 细节
入侵检测系统是监控网络，应对外部的威胁，而网络监控系统监控网络中因过载或崩溃的服务器、网络连接或其他设备引起的问题。
例如，为测定一个網頁伺服器的状态，监控软件可能定期发送一个HTTP请求以获取页面。对于电子邮件服务器，可能是通过SMTP发送一封测试邮件，并通过IMAP或POP3接收。
常用的测量指标是反應時間、可用性和上线时间，虽然一致性和可靠性指标也渐受欢迎。广泛增加的广域网优化设备对大多数网络监控工具具有不利影响，特别是涉及准确测量端到端响应时间时，这些设备限制了往返的可见性。
如果状态请求失败，例如连接建立失败、超时或文档或消息无法接收，通常将触发监控系统产生动作。动作根据配置而决定，可能是发送告警给（通过簡訊、电子邮件等方式）当班系统管理员，自动故障转移系统将有问题的服务器从工作队列中剔除直至故障被修复等。
监控一个计算机网络上行链路性能的行为也称网络流量测量。

## 网络成像
网络断层扫描是网络测量的一个重要领域，其涉及使用位于网络/互联网中的有利位置的代理发送的端对端探测来监测网络中的各链路的健康度。

## 路由分析
路由分析是网络测量的另一个重要领域。它包括监视网络路由状态的方法、系统、算法和工具。不正确的路由或路由问题会导致性能下降或故障。

## 各种类型的协议
网站监控服务可以检查HTTP网页、HTTPS、SNMP、FTP、SMTP、POP3、IMAP、DNS、SSH、TELNET、SSL、TCP、ICMP、SIP、UDP、媒体流和其他范围内的端口。通常，大多数网络监视服务每隔几小时到几分钟测试一次您的服务器。

## 互联网服务器监控
监控网络服务器可以使服务器所有者始终了解其单个或所有服务是否发生故障。服务器监控可能在内部，即網頁伺服器服务器软件检查它的状态和在服务故障时通知所有者，也可能在外部，即某些网页服务器监控组件以特定频次检查服务状态。服务器监控还可能包括系统参数的测量，例如CPU使用率、内存使用率、网络性能和磁盘空间。它也可以包括应用程序监控，例如检查程序的进程，例如Apache、MySQL、Nginx、Postgres等。
外部监控通常更可靠，因为可以在服务器完全关闭时继续运作。良好的服务器监控工具还具有性能基准测试、警报功能，以及基于某些阈值的自动化服务器任务能力，例如配置更多内存或执行备份任务。

### 遍布全球的服务器
网络监控服务通常在全球部署多个服务器——例如在美国，欧洲，亚洲，澳大利亚等地。通过多个处于不同地理位置的服务器，监视服务可以确定网页服务器是否在全球不同网络上可用。使用的位置越多，网络可用性的概况越完整。

### 知名的网络监控工具
- Admon（英语：Admon）
- AppNeta（英语：AppNeta）
- Cacti（英语：Cacti (software)）
- LiveAction（英语：LiveAction）
- Morpheus Data（英语：Morpheus Data）
- Nagios
- NeDi（英语：NeDi）
- Pandora FMS（英语：Pandora FMS）
- Zabbix
- Zenoss（英语：Zenoss）
- ComputerSupport.com（英语：ComputerSupport.com） - Unigma

### 网页服务器监控过程
当检测到网页服务器的潜在问题时，外部的网页监控服务会检查许多参数。首先，它检查是否返回了正确的HTTP状态码（根据HTTP规范RFC 2616）。HTTP状态码的分析是得以确定被监控网页服务器当前状态的最快方式。第三方的应用程序性能监控工具还提供额外的网页服务器监控、警报和报告功能。

## 通知
由于网页服务器监控服务带来的信息大多数紧急并可能至关重要的，可能使用下列通知方法：电子邮件、陆地线缆和电话、簡訊、傳真、寻呼机等。